# クニットアンダーグラウンド
『クニットアンダーグラウンド』（Knytt Underground）は、スウェーデンのゲームクリエイターのNifflas（ニクラス・ニグレン）が開発しRipstoneより2012年12月18日に発売されたサイドビューのアクションゲーム。

## 概要
妖精のスプライトたちが暮らす地下世界が舞台で、600年に1度世界各地の6つの鐘を鳴らし世界が崩壊しないよう祈願するという儀式の大役を果たすため主人公のミィ・スプロケット（Mi Sprocket）が冒険する。広大なエリアを探索するメトロイドヴァニアのような形式で、ミィは人の姿とボールの姿を切り替える能力を用いながら攻略を進めていく。作品内では作者のニクラス・ニグレンも狂言回し的な役で登場している。
本作はニグレンがこれまで制作したアクションゲームの『Knytt』と『Knytt Stories』に続く作品で、過去作は小さいウィンドウのゲーム画面で簡素なドット絵を用いて描写されていたが、本作はHD解像度で写真をベースにし幻想的な雰囲気になっている。なお、タイトルの「クニット（Knytt）」について、ニグレンはトーベ・ヤンソンの子供向けの本から名付けたと語っている。具体的な作品名は挙げていないが、ヤンソンの作品である『ムーミン』シリーズには小さな人型の種族のクニットが登場する。

## システム
ゲームは3つの章に分かれているが、第1章と第2章は操作方法を学ぶチュートリアル的な位置づけで第3章からが本番となる。第1章では人の姿、第2章ではボールの姿で、第3章では前述のように2つの姿を切り替えることができる。
人状態の時には壁を登れるほか、各所にある色付きの光に触れると空中を直進するなど色ごとの特殊能力を一時的に使えるようになる。一方ボール状態の時には常に跳ねながら移動し強くバウンドすると人状態では届かない場所にも到達できるほか、特定の場所にあるロボットに対して「サンダーロープ」でぶら下がると慣性をつけて長距離を移動できる。